# Džihádismus

Černá vlajka džihádu užívaná džihádistickými organizacemi od pozdních devadesátých let.

Džihádismus je termín odkazující k současnému džihádu mečem (tzv. svaté válce) v islámském fundamentalismu. Termín „džihádismus“ (džihádistické hnutí) byl zaveden na začátku prvního desetiletí 21. století a většinou byl používán k označení islámského odboje a terorismu v této době. Později byl rozšířen, aby pokryl mudžáhidský partyzánský boj a islámský terorismus s mezinárodním rozměrem, který se objevil po roce 1980. Na přelomu století začala tento rozměr reprezentovat především teroristická organizace Al-Káida, později také Boko Haram nebo Islámský stát.
Současný džihádismus má svoje kořeny v ideologických hnutích Islámského obrození z přelomu 19. a 20. století, která se rozvinula v qutbismus (podle Sajjida Qutba) a v podobných ideologiích z poloviny dvacátého století. Vzestup džihádismu byl posílen během sovětské invaze v Afghánistánu v roce 1979 a šířil se během dalších ozbrojených konfliktů po roce 1990 a 2000. Specificky salafistický džihádismus byl v salafistickém hnutí v devadesátých letech diagnostikován Gillesem Kepelem.
Džihádismus s mezinárodním panislamistickým rozměrem je také znám jako Globální džihádismus. Obvykle se termínem džihádismus označuje sunnitský islamistický ozbrojený boj.